# Stress Induced Voiding
Con l'espressione Stress Induced Voiding (SIV) si indica un fenomeno fisico che porta al guasto di un dispositivo elettronico. Questo fenomeno influisce sull'affidabilità ("reliability") del dispositivo elettronico in quanto ne implica un malfunzionamento a livello elettrico.
I danni causati dal SIV sono simili a quelli dovuti al fenomeno dell'elettromigrazione; infatti la conseguenza del SIV è la formazione di void (vuoti) lungo le linee di metallo del dispositivo.
Questo difetto è studiato in modo approfondito a causa del suo impatto sempre maggiore sull'affidabilità del dispositivo. Mentre per l'elettromigrazione esistono delle formulazioni matematiche che sono ormai adottate per stabilire il tempo di vita medio del dispositivo, nel caso del SIV non esiste una teoria unica, bensì diverse teorie che cercano di interpretare tale fenomeno.
In generale si può affermare che il SIV ha una grande dipendenza dallo stress e dal gradiente dello stesso all'interno delle linee di interconnessione. Esistono alcuni test specifici relativi all'affidabilità dei dispositivi che mettono in luce la presenza di un malfunzionamento dovuto a tale fenomeno. In questi test si impongono sollecitazioni di tipo termico per lunghi periodi: si è visto, infatti, che con queste sollecitazioni si facilita la formazione dei void indotti dal SIV, e quindi risulta possibile scartare i dispositivi difettosi.